# Jarablus
Jarablus (Arabisch: جرابلس, Jarābulus, Turks: Cerablus, Noord-Syrisch Arabisch: Jrāblos) is een stad in de provincie Aleppo in het noorden van Syrië.

## Ligging
Jarablus ligt aan de grens tussen Turkije en Syrië tegenover de Turkse stad Karkemish aan de linkeroever van de Eufraat, niet ver van de in 1999 voltooide Tishrindam, een stuwdam. Van de grensovergang tussen Karkemish en Jarablus leidt weg nummer 216 in zuidelijke richting naar Manbij. De stad wordt in het plaatselijke Arabische dialect ook Dzjrāblos genoemd.
In de stad, die volgens cijfers uit 2010 ca. 25.000 inwoners had, maar waarvan het inwonertal door de huidige vluchtelingencrisis en oorlogssituatie thans moeilijk te schatten is, wonen Arabieren en Turkmenen.

## Geschiedenis
De stad ligt in een cultuurhistorisch zeer oud gebied. Naburige archeologische vindplaatsen bevinden zich in Karkemish aan de Turkse kant van de grens en in Jerablus Tahtani tussen de stad en de Eufraat. Uit daar gedane vondsten blijkt dat de streek al sinds de kopertijd, de overgangsperiode tussen de nieuwe steentijd en de bronstijd, wordt bewoond. De plaats was een kruispunt van belangrijke handelsroutes langs de rivier, economisch en politiek bevoordeeld door de ligging aan de rand van een vruchtbaar laagland met toegang tot berggebieden, die rijk een delfstoffen waren.
Jarablus lag lange tijd in het Ottomaanse Rijk. In 1913 kreeg de stad een station aan de door Duitsers ontworpen Bagdadspoorweg.
Tijdens de Eerste Wereldoorlog ging de stad voor het Ottomaanse Rijk verloren aan de Arabieren. In 1923 plaatste de Volkenbond het gebied onder Frans mandaat, waarbij de Bagdadspoorlijn als grens werd aangewezen. Het station kwam te liggen in niemandsland.
Tijdens de Syrische Burgeroorlog vanaf 2011 verdubbelde het aantal inwoners van Jarablus door een toestroom van duizenden vluchtelingen. Een deel van deze vluchtelingen werd aan de Turkse zijde van de grens ondergebracht in tentenkampen. Vanwege de grensovergang is de plaats van belang voor de opstandelingen, omdat men hier aan onder andere materialen en medische hulp kan komen.
In juli 2013 werd de stad door strijders van IS (Islamitische Staat) op het Vrij Syrisch Leger veroverd, wat met veel bloedvergieten en ander menselijk leed gepaard ging. Sinds medio augustus 2016 wordt door IS, Koerdische strijders en het Turkse regeringsleger om de stad gevochten.